# Mecànica analítica

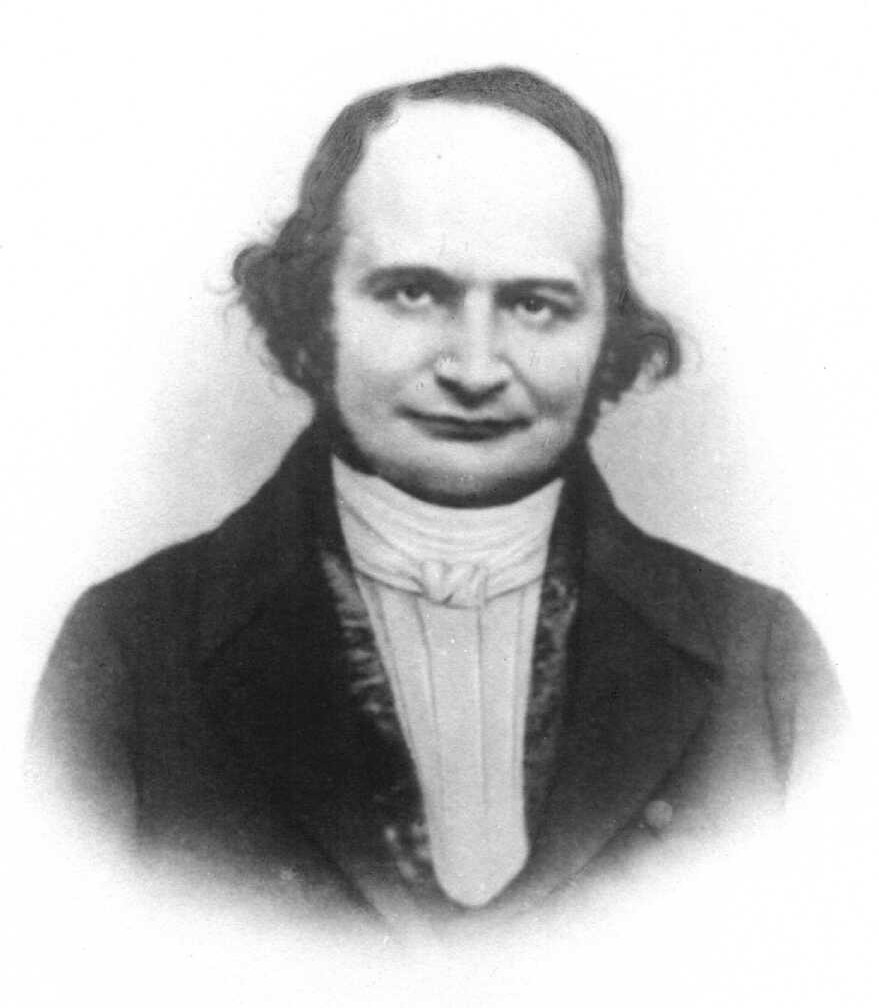
Retrat de Carl Jacobi.

El terme mecànica analítica és usat per descriure la forma més matemàtica de la mecànica clàssica, formulada inicialment per Isaac Newton. Sovint el terme mecànica vectorial s'aplica a la forma basada en el treball de Newton per contrastar-lo amb la mecànica analítica; aquesta distinció té sentit perquè la mecànica analítica fa servir dues propietats escalars del moviment, les energies cinètica i potencial, en comptes de vectors força.
La mecànica analítica té dues parts: la mecànica lagrangiana i la mecànica hamiltoniana. La formulació lagrangiana identifica el camí actual seguit pel moviment com una selecció del camí sobre el qual la integral temporal de l'energia cinètica és menor, assumint l'energia total constant i sense imposar condicions en el temps de trànsit. La formulació hamiltoniana és més general: permet que l'energia depengui del temps, identificant el camí seguit que sigui el que tingui menys acció (la integral sobre el camí de la diferència entre les energies cinètica i potencial) amb els temps de sortida i arribada constants.